# Crișan, Constanța
Crișan este un sat în comuna Crucea din județul Constanța, Dobrogea, România. Se află în Podișul Casimcei. În trecut s-a numit Capugi (în turcă Kapıcı). La recensământul din 2002, satul avea o populație de 392 locuitori.